# سيباستيان لايتنر
سيباستيان لايتنر (بالألمانية: Sebastian Leitner)‏ (و. 1919 – 1989 م) هو ناقد رأي ‏، وعالم نفس، وصحفي، وكاتب ألماني، ولد في سالزبورغ، توفي عن عمر يناهز 70 عاماً.

## التعليم
تعلم في جامعة فيينا، وتعلم في جامعة غوته في فرانكفورت
.